# Bosque Alemão
O Bosque Alemão, antiga chácara da família Schaffer com 38 mil m² de área, foi inaugurado em 1996 na cidade de Curitiba, capital do estado brasileiro do Paraná. Localiza-se no bairro Vista Alegre (Jardim Schaffer) e é formado por mata nativa densa. Foi criado para homenagear a cultura e as tradições que os imigrantes alemães trouxeram para Curitiba a partir de 1833.

## Localização
O bairro Vista Alegre (Jardim Schaffer), abriga toda a área do bosque que se localiza entre as ruas Franz Schubert, Niccolò Paganini e Francisco Schaffer.

## Atividades
As visitas ao bosque ocorrem diariamente das 6h às 20h, a Biblioteca infantil funciona das 9 às 17h e a Hora do Conto, quando são encenadas histórias infantis é aos sábados e domingos a partir das 14h.

## Atrações do bosque

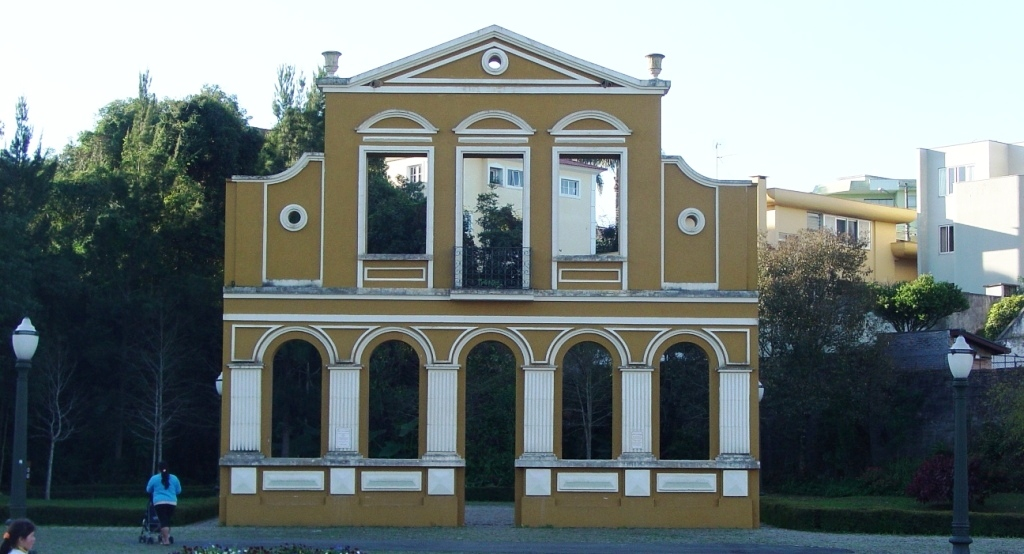
Portal de entrada do Bosque Alemão

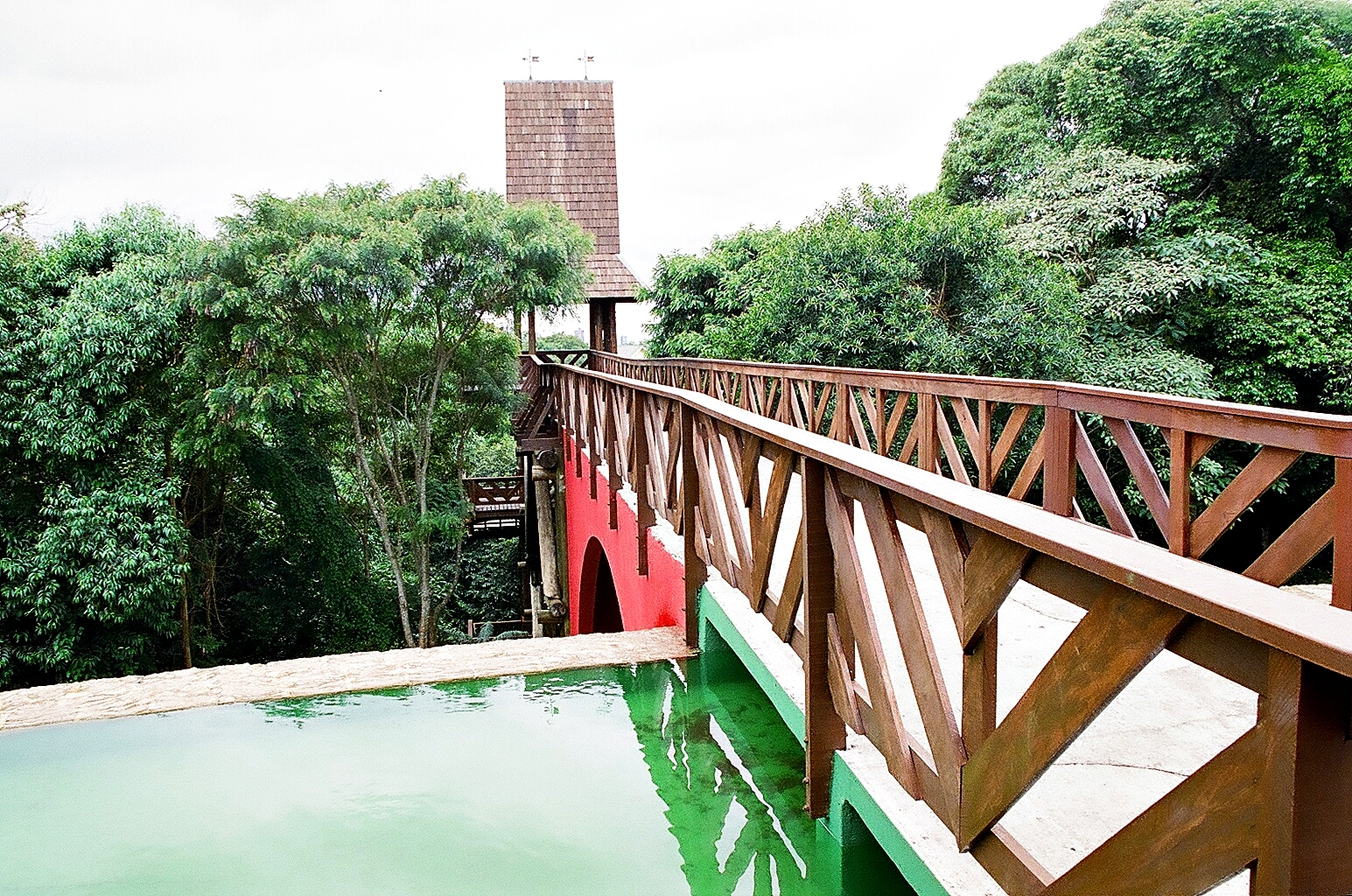
Torre dos Filósofos no Bosque Alemão

- Oratório de Bach, uma sala para concertos musicais. É uma das principais atrações do Bosque e é instalada na réplica de uma antiga igreja Presbiteriana. A sala foi inaugurada em 13 de abril de 1996.[2]
- A Torre dos Filósofos, com um mirante de onde se vislumbra boa parte da área preservada.
- A trilha João e Maria, onde as crianças tem a oportunidade de vivenciar um dos mais belos contos infantis.
- A Casa Encantada, com uma biblioteca infantil, e onde é feita a Hora do Conto para crianças, com bruxas e fadas.
- A Praça da Cultura Germânica, onde se vislumbra a riqueza cultural dos imigrantes alemães.
- O bosque de mata atlântica nativa preservada com nascentes de água límpida.
- O portal e a reprodução da fachada da Casa Mila, construção germânica do início do século XX, originalmente localizada no centro da cidade. O gradil na abertura superior central do portal é original da antiga construção.